# Vachoniolus iranus
Espèce
Vachoniolus iranus est une espèce de scorpions de la famille des Buthidae.

## Distribution
Cette espèce est endémique d'Iran. Elle se rencontre dans les provinces du Khouzistan et d'Ilam.

## Description
Le mâle holotype mesure 42,5 mm et la femelle paratype 40,5 mm.

## Étymologie
Son nom d'espèce lui a été donné en référence au lieu de sa découverte, l'Iran.

## Publication originale
- Navidpour, Kovařík, Soleglad & Fet, 2008 : « Scorpions of Iran (Arachnida, Scorpiones). Part I. Khoozestan Province. » Euscorpius, no 65, p. 1-41 (texte intégral).